# The Corner: A Year in the Life of an Inner-City Neighbourhood
 (août 2020).
Le contenu est difficilement compréhensible vu les erreurs de traduction, qui sont peut-être dues à l'utilisation d'un logiciel de traduction automatique.
 (août 2020).
The Corner: A Year in the Life of an Inner-City Neighbourhood est un livre de David Simon,  journaliste du Baltimore Sun, et d'Ed Burns, ancien policier de Baltimore. 
Ce livre, publié en 1997, suit la vie d'habitants de Baltimore, vivant au coin de Fayette Street et de Monroe Street. Il a été nommé « Notable Book of the Year » par The New York Times. 

## Origines
David Simon suggère à son éditeur John Sterling d'observer un seul coin de Baltimore. Simon pense que Sterling s'attendait à une histoire de quartier, mais il savait que « le coin » avait également des connotations pour les marchés de la drogue en plein air de Baltimore. Il prend un congé du Baltimore Sun en 1993 pour étudier le projet. Les auteurs ont finalement passé trois ans à travailler avec les habitants du quartier.

## Résumé
Le livre parle de la vie d'un trafic de drogue se déroulant sur une année, à l'angle de Fayette Street et Monroe Street à Baltimore. Les auteurs ont passé plus d'un an à interroger et suivre les personnes qui y vivaient. Bien qu'écrit comme un roman, le livre n'est pas une fiction ; il utilise les vrais noms de ces personnes et raconte des événements réels.
The Corner parle principalement de la vie de Gary McCullough, un toxicomane, de son ex-femme Francine Fran Boyd, également toxicomane, et de leur fils aîné DeAndre McCullough, un lycéen qui commence à vendre de la drogue. Le livre montre les effets de la toxicomanie, et de la guerre contre la drogue dans un quartier urbain. The Corner fait l'étude des facteurs sociologiques qui sous-tendent le trafic de drogue moderne,,.

## Personnages
- Gary McCullough : toxicomane ; le père de DeAndre et l'ex-mari de Fran. Il a abandonné l'université quand Fran est tombée enceinte et est devenue toxicomane après la fin de leur mariage. Les auteurs écrivent qu'après la mort de Gary d'une overdose, « [ils n'ont] pas écrit un mot pendant des mois ».
- Denise Francine Fran Boyd : toxicomane ; mère de DeAndre et de DeRodd. Elle vit dans le Dew Drop Inn avec ses sœurs, Bunchie et Sherry, son frère Stevie et son fils.
- DeAndre McCullough : un jeune lycéen de 15 ans et trafiquant de drogue occasionnel ; fils de Gary McCullough et Francine Fran Boyd. Grâce à l'attention de David Simon, DeAndre est resté un temps loin de la drogue et a eu un rôle mineur dans The Corner et The Wire. Il a également travaillé pour Treme dans la construction de décors et dans l'équipe de sécurité. Cependant, le 1er août 2012, il est retrouvé mort d'une overdose à l'âge de 35 ans[7],[8],[9],[10].
- Rita Hale : Docteur dans une shooting gallery. Elle fait des injections aux clients « dont les veines se sont retirées sur des parties du corps qui ne peuvent être atteintes que par elle », en échange de drogues.
- Tyreeka Freamon : La petite amie de DeAndre.
- George Blue Epps : dirige une shooting gallery depuis sa maison. Il est considéré comme l'artiste local du coin.
- Ella Thompson : dirige le centre de loisirs Martin Luther King Jr. pour les enfants du coin, en les protégeant du mieux qu'elle peut de ce qui se passe à l'extérieur.
- Bob Brown : agent de police du district ouest, redouté par les habitués du coin en raison de son traitement sévère des trafiquants de drogue. On le montre aussi très respectueux envers les gens honnêtes. Parmi eux, certains sont ses informateurs et le laissent utiliser secrètement leurs résidences pour espionner les trafiquants de drogue.
- Veronica Ronnie Boice : la petite amie de Gary McCollough.
- Rose Davis, alias Miss Rose : travaille à l'école Francis M. Woods et est connue pour permettre aux élèves de retourner à l'école après de longues absences.
- Curtis Fat Curt Davis : un toxicomane consommant depuis 25 ans, il fréquente la shooting gallery de Blue et est revendeur de drogue pour les marchands ambulants pour payer sa consommation.

## Réception et adaptations

### Accueil critique
Richard Price, auteur de Clockers (novel) (en) et plus tard co-auteur de The Wire, déclare que : 

« The Corner est une expédition intime et intense du cœur brisé de l'Amérique urbaine. Il est impossible de lire ces pages et de ne pas se sentir abasourdi par le prix élevé, le potentiel humain, les aspirations contrariées, que la simple survie dans les rues de Baltimore occidental exige de ses citoyens. Un document important, aussi dévastateur que lucide. »

Le Seattle Times avance qu'il s'agit du meilleur livre fournissant un accès au monde secret du trafic de drogue en milieu urbain.
David Simon annonce que le livre a rendu perplexes les lecteurs en ce qui concerne son franc-parler sur les questions politiques. Les libéraux étaient scandalisés par les critiques de l'aide sociale et les conservateurs étaient consternés par l'ennoblissement des trafiquants de drogue et des toxicomanes. Dans la postface de Homicide (Baltimore), Simon a reconnu que si la plupart des détectives qu'il accompagnait acceptaient The Corner comme légitime, certains y voyaient une « trahison », probablement en raison de la mention de l'étendue de la brutalité policière.
Cependant, il est noté dans The Corner que cette forme de brutalité était bien pire que celle qui avait eu lieu pendant le mandat de Simon en tant que « stagiaire de la police ». Un exemple est celui où un officier en uniforme bat un garçon menotté, alors que dans Homicide, le code d'honneur de l'époque indique clairement que « vous ne frappez pas un homme qui porte des menottes ou qui est incapable de riposter ».

### Adaptations
Le livre a été adapté en mini-série sur HBO. La série a été primée aux Emmy Awards de l'an 2000, The Corner, pour laquelle Simon a été scénariste et producteur exécutif. Nick Moran observe que : « Sur écoute adoptera plus tard des aspects plus tard pris à la fois le livre et la mini-série ».